# Guam ai Giochi della XXXIII Olimpiade
Guam ha partecipato ai Giochi della XXXIII Olimpiade, svoltisi a Parigi dal 26 luglio all'11 agosto 2024, con una delegazione di 8 atleti, un uomo e sette donne in 6 discipline.

## Delegazione
| Sport             | Uomini | Donne | Totale |
| ----------------- | ------ | ----- | ------ |
| Atletica leggera  | 1      | 1     | 2      |
| Canoa/kayak       | 0      | 1     | 1      |
| Judo              | 0      | 1     | 1      |
| Lotta             | 0      | 2     | 2      |
| Sollevamento pesi | 0      | 1     | 1      |
| Triathlon         | 0      | 1     | 1      |
| Totale            | 1      | 7     | 8      |

## Risultati

### Atletica leggera
| Q | Qualificato al turno successivo per la posizione in qualificazione                                                           |
| q | Qualificato per il turno successivo per ripescaggio o, negli eventi su campo, conquistando la misura minima per qualificarsi |

Eventi su pista e strada
Maschile
| Atleta       | Evento | Preliminari | Preliminari | Batterie        | Batterie        | Semifinale      | Semifinale      | Finale          | Finale          |
| Atleta       | Evento | Risultato   | Posizione   | Risultato       | Posizione       | Risultato       | Posizione       | Risultato       | Posizione       |
| ------------ | ------ | ----------- | ----------- | --------------- | --------------- | --------------- | --------------- | --------------- | --------------- |
| Joseph Green | 100 m  | 10"85       | 5º          | non qualificato | non qualificato | non qualificato | non qualificato | non qualificato | non qualificato |

Femminile
| Atleta        | Evento | Preliminari | Preliminari | Batterie  | Batterie  | Semifinale      | Semifinale      | Finale          | Finale          |
| Atleta        | Evento | Risultato   | Posizione   | Risultato | Posizione | Risultato       | Posizione       | Risultato       | Posizione       |
| ------------- | ------ | ----------- | ----------- | --------- | --------- | --------------- | --------------- | --------------- | --------------- |
| Regine Tugade | 100 m  | 12"02       | 4ª q        | 11"87     | 61ª       | non qualificata | non qualificata | non qualificata | non qualificata |

### Canoa/Kayak

#### Velocità
Femminile
| Atleta            | Evento   | Batteria | Batteria   | Quarti di finale | Quarti di finale | Semifinale      | Semifinale      | Finale          | Finale          |
| Atleta            | Evento   | Tempo    | Classifica | Tempo            | Classifica       | Tempo           | Classifica      | Tempo           | Classifica      |
| ----------------- | -------- | -------- | ---------- | ---------------- | ---------------- | --------------- | --------------- | --------------- | --------------- |
| Raina Taitingfong | C1 200 m | 1'05"90  | 7ª QF      | 1'01"17          | 7ª               | non qualificata | non qualificata | non qualificata | non qualificata |
| Raina Taitingfong | K1 500 m | 2'29"66  | 7ª QF      | 2'27"03          | 7ª               | non qualificata | non qualificata | non qualificata | non qualificata |

### Judo
Femminile
| Atleta       | Evento | 16-esimi                       | Ottavi               | Quarti               | Semifinali           | Ripescaggio          | Med. bronzo          | Finale               | Posizione       |
| Atleta       | Evento | Avversario Risultato           | Avversario Risultato | Avversario Risultato | Avversario Risultato | Avversario Risultato | Avversario Risultato | Avversario Risultato | Posizione       |
| ------------ | ------ | ------------------------------ | -------------------- | -------------------- | -------------------- | -------------------- | -------------------- | -------------------- | --------------- |
| Maria Escano | −57 kg | M. Esteves (GUI) P (0000-0010) | non qualificata      | non qualificata      | non qualificata      | non qualificata      | non qualificata      | non qualificata      | non qualificata |

### Lotta

#### Libera
Femminile
| Atleta            | Evento | Ottavi                    | Quarti               | Semifinali           | Ripescaggio          | Finale/ Finale per il bronzo | Pos.            |
| Atleta            | Evento | Avversario Risultato      | Avversario Risultato | Avversario Risultato | Avversario Risultato | Avversario Risultato         | Pos.            |
| ----------------- | ------ | ------------------------- | -------------------- | -------------------- | -------------------- | ---------------------------- | --------------- |
| Mia-Lahnee Aquino | –53 kg | P. Qianyu (CHN) P (0-10)  | non qualificata      | non qualificata      | non qualificata      | non qualificata              | non qualificata |
| Rckaela Aquino    | –57 kg | G. Penalber (BRA) P (0-2) | non qualificata      | non qualificata      | non qualificata      | non qualificata              | non qualificata |

### Sollevamento pesi
Femminile
| Atleta         | Evento | Strappo   | Strappo    | Slancio   | Slancio    | Totale | Classifica |
| Atleta         | Evento | Risultato | Classifica | Risultato | Classifica | Totale | Classifica |
| -------------- | ------ | --------- | ---------- | --------- | ---------- | ------ | ---------- |
| Nicola Lagatao | –49 kg | 59 kg     | 11ª        | 77 kg     | 11ª        | 136 kg | 11ª        |

### Triathlon
Femminile
| Atleta        | Evento      | Nuoto  | Trans. 1 | Ciclismo | Trans. 2 | Corsa | Totale | Classifica |
| ------------- | ----------- | ------ | -------- | -------- | -------- | ----- | ------ | ---------- |
| Manami Iijima | Individuale | 26'38" | 1'02"    | DNF      | DNF      | DNF   | DNF    | DNF        |